# سیارک ۵۶۷۳
سیارک ۵۶۷۳ (به انگلیسی: 5673 McAllister، نامگذاری:1986RT2) پنج هزار و ششصد و هفتاد و سومین سیارک کشف شده‌است که در ۶ سپتامبر ۱۹۸۶ کشف شد.
قدر مطلق سیارک برابر ۱۳٫۲۰ است.